# Venda (taal)

Spreekgebied in 2011

De taal Venda (Tshivenda in het Venda) is een van de twaalf officiële landstalen van Zuid-Afrika. Ze wordt door ongeveer 1.209.000 mensen als moedertaal gesproken (1996-census). Verder wordt ze ook door ongeveer 84.000 mensen in Zimbabwe gesproken. De taal maakt deel uit van de Bantoetalen.
Dialecten van de taal zijn Phani en Tavha-tsindi.